# Chaetophractus
Chaetophractus (nome comum: tatu-peludo) é um gênero de tatu da família dos clamiforídeos.

## Espécies
- Chaetophractus nationi (Thomas, 1894)
- Chaetophractus vellerosus (Gray, 1865)
- Chaetophractus villosus (Desmarest, 1804)